# Juvigny (Aisne)
Juvigny es una comuna francesa situada en el departamento de Aisne, de la región de Alta Francia.

## Geografía
Está ubicada a 8 km al norte de Soissons.

## Demografía
| 340 | 350 | 299 | 298 | 283 | 275 | 278 | 278 |
| Para los censos de 1962 a 1999 la población legal corresponde a la población sin duplicidades (Fuente: INSEE [Consultar]) |     |     |     |     |     |     |     |